# 東印度艦隊
東方艦隊（英語：Eastern Fleet），後稱東印度艦隊（英語：East Indies Fleet），是一隻存在於1941年至1952年的英國皇家海軍艦隊。
1904年，時任第一海務大臣約翰·費舍爾爵士下令在戰時，位於遠東的東印度艦隊、中國艦隊及澳洲分艦隊等三個主要艦隊，必須統整為基地位於新加坡的東方艦隊，並由中國艦隊總司令（Commander-in-Chief, China）負責指揮。第一次世界大戰期間，東印度艦隊僅作為總稱，各分艦隊仍使用舊有名稱。隨著第二次世界大戰的爆發，以及對日本帝國的戰事，東印度艦隊及中國艦隊合併，東方艦隊正式成立，不再由先前的三隻分艦隊組成。
二戰期間，東方艦隊有許多他國船隻和人員加入，例如荷蘭、澳洲、紐西蘭和美國等。1944年11月22日，東方艦隊更名為東印度艦隊並繼續以亭可馬里為基地。在艦隊更名之後，東印度艦隊的船艦成了英國太平洋艦隊的一部分。1945年12月，英國太平洋艦隊解散，其船艦則由東印度艦隊吸收。1952年，東印度艦隊再次更名為遠東艦隊。

## 資料來源

### 註腳
1. ↑  Jackson, p. 289
2. ↑  Hobbs, David.  (PDF). navy.gov.au. Royal Australian Navy.   [2018-07-18]. （原始内容 (PDF)存档于2021-02-25）.